# Tomás António de Vila Nova Portugal
Tomás António de Vila Nova Portugal (Lisboa, 18 de setembro de 1755 — Lisboa, 16 de maio de 1839) foi um magistrado e político português.

## Vida

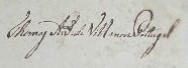
Assinatura de Tomás António de Vila Nova Portugal.

Bacharel e doutor em leis pela Universidade de Coimbra, seguiu a carreira da magistratura. Começou como corregedor em Vila Viçosa, depois desembargador da Relação do Porto, de que recebeu carta em 22 de abril de 1800. No ano seguinte ascendeu à categoria de desembargador da Casa de Suplicação onde, quatro anos depois, chegou a Desembargador dos Agravos. Em 10 de outubro de 1807 tornou-se desembargador ordinário do Desembargo do Paço, vindo a integrar este tribunal no Rio de Janeiro.
Com a vinda da família real portuguesa para o Brasil, em 1807, tornou-se figura proeminente, especialmente nos últimos anos do reinado de D. João VI em terras brasileiras. Chegando a acumular várias pastas ministeriais, em caráter ordinário e efetivo, as do Reino, Erário Régio e Negócios Estrangeiros e da Guerra, entre 1818 e 1820 e, transitoriamente, a da Marinha.
Defensor do regime Absolutista, opôs-se a liberais ilustres como o conde de Palmela, ministro dos Negócios Estrangeiros e da Guerra, e promoveu intensa campanha contra a maçonaria, colaborando na edição de atos legais que exigiam autorização do Estado para o funcionamento de congregações e associações de pessoas.
Apoiava a ideia de se manter a corte no Rio de Janeiro como forma de preservar as prerrogativas absolutas da coroa em terras brasileiras, livre das ameaças liberais que impregnavam Lisboa. Não teve sucesso em seu intento e voltou com a comitiva de D. João para Portugal, chegando em julho de 1821, onde nessa altura foi proibido de desembarcar pelas Cortes.
Depois desse seu regresso a Lisboa, passou a viver na obscuridade, morrendo quase na miséria.